# Friedrich Paulus
Friedrich Wilhelm Ernst Paulus (1890 – 1957) là Thống chế quân đội Đức Quốc xã. Ông là vị chỉ huy cao cấp nhất của lực lượng quân Đức và đồng minh công phá Stalingrad, thất trận và bị bắt chỉ một ngày sau khi Adolf Hitler thăng lên cấp bậc Thống chế.

## Cuộc đời

### Thuở thiếu thời
Friedrich Paulus sinh ngày 23 tháng 9 năm 1890, tại Breitenau, Hesse-Nassau. Ông là con trai của một giáo viên.
Bước vào thời thanh niên, ông đã xin vào làm học viên của Học viện Kaiserliche Marine nhưng không thành. Sau đó, ông đã nộp đơn xin học luật tại trường đại học Marburg. Sau khi rời trường đại học mà không có một bằng cấp nào, tháng 2 năm 1910, ông gia nhập quân đội, phục vụ trong Trung đoàn bộ binh 111 với tư cách là một sĩ quan thực tập.
Ông lập gia đình với bà Elena Rosetti-Solescu vào ngày 4 tháng 7 năm 1912.

### Trước khi đến Stalingrad
Khi Chiến tranh thế giới thứ nhất nổ ra, trung đoàn của Paulus tham gia mũi tấn công vào nước Pháp. Một thời gian sau đó, ông là sĩ quan tham mưu phục vụ trong Quân đoàn Alpen (Alpenkorps) cho đến hết chiến tranh. Kết thúc Thế chiến I, ông mang quân hàm Đại úy.
Sau Hiệp ước Versailles, ông được chỉ định vào chức vụ Đại đội trưởng trong Trung đoàn Bộ binh 13 ở Stuttgart (1921-1933), rồi chỉ huy trưởng tiểu đoàn môtô cơ giới (1934-1935), trước khi trở thành Tham mưu trưởng Lực lượng Thiết giáp Panzer vào tháng 10 năm 1935, được phân công nhiệm vụ tổ chức và xây dựng 3 sư đoàn Panzer.
Tháng 5 năm 1939, ông được thăng Thiếu tướng (Generalmajor) và làm Tham mưu trưởng Tập đoàn quân X tấn công Ba Lan. Qua 2 chiến dịch, đơn vị được đổi thành Tập đoàn quân VI và chinh chiến qua các mặt trận Hà Lan và Bỉ.
Tháng 8 năm 1940, ông được thăng Trung tướng (Generalleutnant) và được cử làm Tham mưu phó Lục quân, và trên cương vị này ông tham gia việc trù định chiến dịch xâm lăng Nga. Tháng 1 năm 1942, ông là Tư lệnh Tập đoàn quân VI trong mũi tiến công đến Stalingrad.

### Chỉ huy trận Stalingrad

#### Chiến sự đầu ở Stalingrad
Trong thế trận của quân Đức năm 1942, Tập đoàn quân VI dưới quyền Paulus giữ vị trí chủ chốt. Đích thân Hitler ra lệnh Tập đoàn quân VI và Tập đoàn quân thiết giáp IV tiến quân dọc sông Volga thành một vòng cung rộng để sau cùng ép vùng trung nước Nga và Moskva giữa hai gọng kìm phía đông và phía tây.
Ngày 23 tháng 8 năm 1942, Tập đoàn quân VI đã tiến đến sông Volga, kế cận phía bắc Stalingrad. Hitler không hề ngờ vực tin tức quân báo của Đức ngày 9 tháng 9 cho rằng Liên Xô đã tung ra hết lực lượng dự phòng trên toàn mặt trận.
Tuy nhiên, quân Đức không có đủ nguồn lực để đảm bảo cho các mục tiêu của mình. Sườn bắc của Tập đoàn quân VI bị kéo dài hơn 560 kilômét dọc phòng tuyến sông Đông từ Stalingrad đến Voronezh. Để tạm thời che chắn cho điểm yếu này, Hitler đã đặt ba Tập đoàn quân của quân chư hầu: Tập đoàn quân II Hungari phía nam Voronezh, Tập đoàn quân VIII của Ý xa hơn về phía đông-nam, và Tập đoàn quân III Rumani phía tây Stalingrad. Dù thế, ngoài năng lực tác chiến đáng nghi ngờ, tất cả các đơn vị này đều thiếu trang bị, thiếu hỏa lực thiết giáp và đại pháo, thiếu cả phương tiện vận chuyển. Thêm nữa, họ bị trải mỏng trên phòng tuyến quá dài. Tập đoàn quân III Rumani trấn giữ phòng tuyến dài gần 170 kilômét mà chỉ có 69 tiểu đoàn. Nhưng Hitler chỉ có thể huy động những đơn vị quân chư hầu đến thế.
Nhưng chính phòng tuyến này là mấu chốt cho cả Tập đoàn quân VI cùng Tập đoàn quân thiết giáp IV ở Stalingrad cũng như Cụm Tập đoàn quân A ở Kavkaz. Nếu sườn sông Đông bị xuyên thủng, các lực lượng Đức ở Stalingrad sẽ bị bao vây và quân Đức ở Kavkaz sẽ bị cắt đứt đường tiếp vận hoặc đường về.
Trận chiến cứ mãi dằng dai cho đến tháng 9 năm 1942, với hai mũi tiến công của quân Đức đến Stalingrad và Kavkaz đều phải dừng lại vì Liên Xô chống cự mãnh liệt. Suốt tháng 10 năm 1942, nhiều trận đánh ác liệt diễn ra trên đường phố Stalingrad. Quân Đức đạt được vài thành công, tiến đánh từ tòa nhà này sang tòa nhà khác, nhưng chịu thiệt hại nặng nề. Nhiều vùng đổ nát của thành phố vĩ đại này tạo cơ hội mà quân Nga khai thác cho việc phòng thủ kiên cường và dằng dai. Dù Đại tướng Franz Halder (bị Hitler cách chức ngày 24 tháng 9) và người kế nhiệm Zeitzler cảnh báo Hitler rằng binh sĩ ở Stalingrad đã kiệt sức, Hitler vẫn thúc đẩy họ phải tiến. Từng sư đoàn còn nguyên vẹn được tung vào rồi bị nghiền nát trong chiến trường địa ngục.
Dù bước tiến khó khăn và thiệt hại nặng nghiêm trọng, ngày 25 tháng 10 năm 1942 tướng Paulus gọi vô tuyến về thông báo với Hitler rằng ông hy vọng sẽ chiếm được hoàn toàn Stalingrad chậm lắm là vào ngày 10 tháng 11. Phấn khích với lời trấn an này, Hitler ra lệnh Tập đoàn quân VI và Tập đoàn quân Thiết giáp IV, lúc này đang giao chiến ở phía nam thành phố, phải chuẩn bị để tiến công theo hướng bắc và nam dọc sông Volga sau khi chiếm được Stalingrad.

#### Liên Xô phản công
Trong khi chiến sự diễn ra phần nào có vẻ có lợi cho quân Đức thì những tin tức về đợt phản công của Liên Xô rạng sáng ngày 19 tháng 11 đi đến. Bộ tổng chỉ huy quân Liên Xô cuối cùng cũng đã phát hiện và chuẩn bị sẵn sàng để khai thác điểm yếu ở cạnh sườn trái của cánh quân Paulus. Để phản công trên mặt trận quanh Stalingrad, họ đã tập trung một lực lượng mạnh mẽ dưới sự chỉ huy của tướng G.K.Zhukov gồm có 3 Phương diện quân (Tây Nam, Sông Don và Stalingrad) với nhiều đơn vị xe tăng, cơ giới, với 13.500 pháo và cối, hơn 1.000 pháo phòng không, 115 tiểu đoàn pháo phản lực, gần 900 xe tăng, 1.115 máy bay.
Trong vòng vài tiếng đồng hồ, lực lượng xung kích của Phương diện quân Tây Nam gồm tập đoàn quân 21 và tập đoàn quân xe tăng 5, một phần lực lượng của tập đoàn quân cận vệ 1, với sự hỗ trợ của các đơn vị thiết giáp có hỏa lực vượt trội đã đánh xuyên qua Tập đoàn quân III Rumani dọc sông Đông, tây-bắc Stalingrad. Về phía nam thành phố, các tập đoàn quân 24, 65 và 66 của Phương diện quân Sông Don cũng tấn công mãnh liệt Tập đoàn quân Thiết giáp IV của Đức và Tập đoàn quân IV Rumani. Mục đích của quân Liên Xô rất rõ ràng là để cắt đứt Stalingrad và ép Tập đoàn quân VI của Đức hoặc phải vội vã rút về hướng tây hoặc chịu bao vây.
Ngay nhận thấy tình hình diễn ra, Zeitzler thúc giục Hitler cho phép Tập đoàn quân VI rút ra khỏi Stalingrad để quay về khúc rẽ của sông Don rồi tái lập phòng tuyến ở đây. Tuy nhiên, điều này chỉ Hitler nổi cơn giận dữ và ra một quyết định dẫn đến thảm họa: Tập đoàn quân VI phải trụ lại quanh Stalingrad.
Ngày 22 tháng 11, 2 cánh quân Liên Xô đã hợp vây hoàn tất ở Kalach, cách Stalingrad 60 kilômét về hướng tây trên khúc rẽ của sông Don. Vào buổi tối, tướng Paulus gửi điện về xác nhận đơn vị của ông đã bị bao vây. Hitler lập tức ra lệnh Paulus dời tổng hành dinh vào thành phố và lập cứ điểm phòng vệ. Tập đoàn quân VI sẽ được tiếp tế bằng máy bay cho đến khi được giải cứu.
Nhưng đấy chỉ là động thái vô vọng. Hiện giờ có 20 sư đoàn Đức và 2 sư đoàn Rumani bị cắt đứt tại Stalingrad. Paulus cho biết họ cần tối thiểu 750 tấn hàng hậu cần mỗi ngày. Số lượng này vượt quá khả năng của Không quân vì thiếu máy bay vận tải. Ngay cả nếu có đủ máy bay, họ bị trở ngại vì bão tuyết và phải bay trên vùng trời mà không quân Liên Xô đã chiếm ưu thế. Tuy thế, Tư lệnh Không quân Hermann Göring trấn an Hitler rằng Không quân sẽ thực hiện nhiệm vụ. Có tài liệu ghi Không quân Đức không hề thực hiện nhiệm vụ này và có tài liệu cho biết Không quân Đức thật sự tiến hành đưa hàng tiếp tế đến nhưng chỉ thỏa mãn được khoảng 10% nhu cầu của 500 tấn hàng tiếp tế mỗi ngày, vì lý do súng phòng không và chiến đấu cơ Nga ngăn chặn, thời tiết xấu....

#### Giải cứu Tập đoàn quân VI
Việc giải cứu Tập đoàn quân VI là biện pháp thực tế hơn. Ngày 25 tháng 11, Hitler triệu hồi Thống chế Erich von Manstein, vị Tư lệnh chiến trường tài ba nhất, từ mặt trận Leningrad xuống và giao cho ông chỉ huy một đơn vị được thành lập mới: Cụm Tập đoàn quân Don. Nhiệm vụ của Manstein là đánh lên từ phía tây-nam để giải cứu Tập đoàn quân VI tại Stalingrad.
Kế hoạch của Manstein là cho Tập đoàn quân VI rút ra khỏi Stalingrad đi về hướng tây trong khi Cụm Tập đoàn quân Don do Tập đoàn quân Thiết giáp IV dẫn đầu tiến lên hướng đông-bắc, đánh xuyên qua quân Liên Xô đang ở giữa hai lực lượng của Đức. Nhưng một lần nữa, Hitler từ khước việc rút khỏi sông Volga. Tập đoàn quân VI phải trụ lại Stalingrad và Manstein phải tiến công đến đấy.
Bị buộc phải tuần lệnh, ngày 12 tháng 12 Manstein mở cuộc tấn công mang tên "Chiến dịch Bão mùa Đông". Khởi đầu, cuộc tiến công đạt tiến bộ; Tập đoàn quân Thiết giáp IV dưới quyền Thượng tướng Hermann Hoth mở đường tiến lên hướng đông-bắc theo hai bên tuyến đường sắt hướng đến Stalingrad cách xa 120 kilômét. Ngày 19 tháng 12, họ tiến đến cách chu vi phía nam của thành phố hơn 60 kilômét; ngày 21 còn cách 50 kilômét, và qua vùng thảo nguyên phủ tuyết vào ban đêm binh sĩ của Tập đoàn quân VI có thể nhìn thấy ánh sáng của hỏa châu do quân bạn đến giải cứu bắn lên.
Theo lời khai sau này của tướng lĩnh Đức, lúc ấy Tập đoàn quân VI có thể đánh ra hướng về phía Tập đoàn quân Thiết giáp IV đang tiến đến họ. Nhưng một lần nữa, Hitler lại ngăn cấm. Ngày 21 tháng 12, Zeitzler cố thúc giục, Hitler đồng ý cho binh sĩ của Paulus đánh ra miễn là họ vẫn giữ được Stalingrad. Lệnh điên rồ này khiến cho Zeitzler gần nổi khùng. Ông kể lại:
Buổi tối kế tiếp, tôi van nài Hitler cho phép việc đánh ra. Tôi vạch rõ rằng đây thật sự là cơ hội cuối cùng để giải cứu hai trăm nghìn binh sĩ của Paulus. Hitler không chịu. Trong nỗi vô vọng, tôi mô tả cho ông ấy biết tình cảnh bên trong: binh sĩ đói khát đang tuyệt vọng, họ mất tin tưởng nơi Bộ Chỉ huy Tối cao, thương binh mong ước được chiếu cố đúng mức trong khi hàng nghìn người bị tê cóng mà chết. Ông ấy vẫn không tiếp thu những luận cứ này cũng như những lý do khác mà tôi đưa ra.
Khi gặp sức kháng cự càng lúc càng mạnh của quân Liên Xô phía trước và hai bên sườn, Tướng Hoth không có đủ lực lượng để tiến thêm 50 kilômét còn lại. Ông tin rằng nếu Tập đoàn quân VI đánh ra, ông vẫn có thể bắt tay với họ rồi cả hai lực lượng cùng rút về. Trong quyển hồi ký sau chiến tranh, Thống chế von Manstein nói rằng vào ngày 19 tháng 12, ông trái lệnh Hitler mà thật sự chỉ đạo cho Tập đoàn quân VI đánh ra khỏi Stalingrad về hướng đông-nam để bắt tay với Tập đoàn quân Thiết giáp IV. Có lẽ họ làm được việc này trong một hoặc hai ngày – giữa 21 và 22 tháng 12 – nhưng sau đấy là bất khả thi. Vì lẽ, Hoth không biết rằng Hồng quân đã đánh về hướng bắc và bây giờ đang đe dọa sườn trái của cả Cụm Tập đoàn quân Don dưới quyền Manstein. Ngày 23 tháng 12, Manstein ra lệnh Hoth dỡ bỏ bước tiến, điều một trong số ba sư đoàn thiết giáp về phòng tuyến phía bắc và tự bảo vệ tại chỗ với lực lượng còn lại. Nỗ lực giải cứu đã thất bại.

#### Quân Đức sụp đổ
Manstein ra lệnh mới sau khi nhận được tin đáng lo ngại vào ngày 17 tháng 12. Sáng hôm ấy, quân Liên Xô đã xuyên thủng phòng tuyến của Tập đoàn quân VIII của Ý phía thượng nguồn sông Đông, và đến tối đã mở ra một khoảng hở rộng hơn 40 kilômét. Trong vòng ba ngày, khoảng hở rộng hơn 140 kilômét, quân Ý đang hoảng hốt tháo chạy, còn Tập đoàn quân III Rumani về phía nam cũng tan rã sau khi đã bị đánh vùi dập từ ngày đầu 19 tháng 11 của cuộc phản công từ Liên Xô. Không lạ gì mà Manstein phải lấy về một phần lực lượng thiết giáp của Hoth để lấp vào khoảng hở. Tiếp theo đấy là phản ứng dây chuyền.
Không những Cụm Tập đoàn quân Don mà cả lực lượng của Hoth cũng phải rút lui sau khi đã tiến gần Stalingrad đến thế. Những cuộc rút lui này gây nguy hiểm cho quân Đức ở Kavkaz: họ sẽ bị cắt đứt nếu quân Nga tiến đến Rostov trên bờ biển Azov. Một hoặc hai ngày sau Giáng sinh, Zeitzler vạch rõ với Hitler: "Nếu ông không ra lệnh rút lui từ Kavkaz, chẳng bao lâu ta sẽ có một Stalingrad thứ hai". Ngày 29 tháng 12, Hitler đành phải ra lệnh cho Cụm Tập đoàn quân A của Thống chế Paul von Kleist, gồm Tập đoàn quân Thiết giáp I và Tập đoàn quân XVII đã thất bại trong việc tiến chiếm các mỏ dầu Grozny, phải rút về.
Quân Đức ở Kavkaz và bên sông Đông không tháo chạy, nhưng đang rút lui càng nhanh càng tốt để tránh bị cắt đứt. Mỗi ngày khi năm 1943 bắt đầu, họ càng rời xa Stalingrad hơn một chút. Giờ đã đến lúc quân Nga xử lý quân Đức còn lại ở đây. Nhưng trước nhất, họ cho binh sĩ của Tập đoàn quân VI một cơ hội để tự cứu mạng sống.
Vào buổi sáng 8 tháng 1 năm 1943, ba sĩ quan trẻ của Hồng quân, với một lá cờ trắng, đi vào phòng tuyến của quân Đức trên chu vi phía bắc của Stalingrad, trao cho tướng Paulus tối hậu thư của tướng Rokossovski, Tư lệnh các lực lượng Liên Xô trên mặt trận sông Đông.
Tình trạng của binh sĩ ông là tuyệt vọng. Họ đang khổ sở vì thiếu ăn, bệnh tật và giá lạnh. Mùa đông Nga khắc nghiệt chỉ mới bắt đầu... Binh sĩ của ông không được cung cấp quần áo mùa đông và đang sống trong điều kiện vệ sinh tồi tệ... Tình trạng của ông là tuyệt vọng, chống cự thêm là vô nghĩa.
Xét qua điều này và để tránh đổ máu vô ích, chúng tôi đề nghị ông chấp nhận những điều kiện đầu hàng dưới đây...
Đấy là những điều kiện danh dự. Tất cả tù binh sẽ được cung cấp "khẩu phần bình thường", có thể giữ lại quân phù, huy chương và vật dụng cá nhân. Người bị thương, bị bệnh và cóng lạnh sẽ được điều trị. Paulus có 24 tiếng đồng hồ để trả lời.
Ông lập tức gọi cho Hitler về nội dung tối hậu thư và yêu cầu được tự do hành động. Hitler bác bỏ yêu cầu của ông. Buổi sáng ngày 10 tháng 1, 24 giờ sau khi thời hạn đầu hàng đã hết, quân Liên Xô mở đợt tấn công cuối bằng trận địa pháo với 5.000 đại bác.
Trận chiến diễn ra dữ dội và đẫm máu. Cả hai bên chiến đấu với lòng dũng cảm và liều lĩnh khó tin trên vùng không người lạnh giá của đống gạch vụn của thành phố – nhưng không được lâu. Trong vòng 6 ngày, quân Đức co cụm lại còn phân nửa diện tích với phòng tuyến dài 24 kilômét và rộng 15 kilômét. Đến ngày 24 tháng 1 năm 1943, quân Đức bị cắt ra làm hai khu vực và mất quyền kiểm soát đường băng khẩn cấp cuối cùng. Máy bay Đức không còn có thể hạ cánh để mang đến hàng hậu cần, nhất là thuốc men cho thương bệnh binh.
Một lần nữa, quân Liên Xô cho kẻ thù dũng cảm của họ một cơ hội để đầu hàng. Đại diện phía Nga đi đến phòng tuyến của Đức ngày 24 tháng 1 với lời đề nghị mới. Một lần nữa, bị dằng co giữa nghĩa vụ phải tuân lệnh Lãnh tụ điên rồ và trách nhiệm cứu vớt các binh sĩ còn lại để tránh cho họ bị tiêu diệt, Paulus kêu gọi đến Hitler:
Binh sĩ không còn đạn hoặc thức ăn... Không còn có thể chỉ huy được hiệu quả... 18.000 thương binh không có đồ tiếp tế hoặc bông băng hoặc dược phẩm... Tiếp tục phòng thủ là vô nghĩa. Sụp đổ là không tránh khỏi. Đại đoàn yêu cầu được phép đầu hàng ngay để cứu vớt số binh sĩ còn lại.
Câu trả lời của Hitler vẫn là bảo lưu:
Cấm đầu hàng! Tập đoàn quân VI phải giữ vững vị trí cho đến người cuối cùng và viên đạn cuối cùng, sự chịu đựng anh hùng sẽ có một đóng góp khó quên cho việc thành lập phòng tuyến bảo vệ và cứu nguy thế giới phương Tây.
Thế giới phương Tây! Đấy là liều thuốc đắng cho những người lính của Tập đoàn quân VI đã xâm lăng thế giới này ở Hà Lan và Bỉ không lâu trước đây.

#### Paulus đầu hàng và phản ứng của Hitler
Chống cự thêm không những là vô nghĩa, vô vọng mà còn bất khả thi. Đến ngày 28 tháng 1, một Tập đoàn quân có thời hùng mạnh bị cắt ra làm 3 mảnh nhỏ, mảnh phía nam là nơi Paulus đặt tổng hành dinh trong một trung tâm bách hóa một thời phát đạt Univermag. Theo một nhân chứng, vị Tư lệnh hay ngồi trên chiếc giường dã chiến đặt ở một góc tối trong tình trạng thần kinh gần như sụp đổ.
Ông cũng như các binh sĩ không còn lòng dạ nào mà đón nhận những cuộc gọi vô tuyến tới tấp chúc mừng họ. Sau khi đã vui hưởng mùa đông trên nước Ý ấm áp và khệnh khạng đây đó trong chiếc áo choàng lông thú và phô bày các món trang sức bằng đá quý, ngày 29 tháng 1 Hermann Göring gọi vô tuyến đến, dùng những từ ngữ "kiên cường", "gan lì", "dũng cảm" và "tự xả thân."
Cũng không ai lấy làm phấn khởi vào buổi tối 30 tháng 1 năm 1943, kỷ niệm 10 năm Quốc xã lên cầm quyền, khi họ nghe giọng của Göring trên sóng vô tuyến:
Một nghìn năm sau, người Đức sẽ nói đến trận đánh với lòng sùng kính và thán phục, và sẽ nhớ rằng dù sao đi nữa, chiến thắng chung cuộc được quyết định ở đây... Trong nhiều năm người ta sẽ nói đến trận đánh anh hùng bên sông Volga: Khi bạn đi đến Đức, hãy nói bạn đã trông thấy chúng tôi nằm xuống ở Stalingrad, vì danh dự của chúng tôi và những lãnh đạo của chúng tôi đã phong cho chúng tôi vinh dự này, cho vinh quang cao to tát hơn của nước Đức.
Vinh quang và nỗi thống khổ khủng khiếp của Tập đoàn quân VI bây giờ đã đến lúc chấm dứt. Ngày 30 tháng 1, Paulus gọi vô tuyến cho Hitler: Sự sụp đổ cuối cùng sẽ đến trong vòng 24 tiếng đồng hồ.
Tin báo này khiến cho Bộ Tư lệnh Tối cao của Hitler ban một cơn mưa thăng thưởng cho các sĩ quan, với hy vọng là những vinh dự như thế sẽ củng cố quyết tâm muốn hy sinh một cách vinh quang ngay tại mặt trận đẫm máu. Hitler nhận xét với Jodl: Lịch sử quân sự chưa từng ghi thống chế Đức nào đã bị bắt làm tù binh. Rồi ông phong cho Paulus, qua sóng vô tuyến, quân hàm thống chế. Khoảng 117 sĩ quan khác cũng được thăng cấp. Đấy là một động thái trong trò ma quỷ: Hitler muốn Paulus chiến đấu cho đến chết.
Cuối ngày 31 tháng 1 năm 1943, Paulus gửi tin cuối cùng đến tổng hành dinh:
Tập đoàn quân VI, theo đúng lời tuyên thệ của họ và ý thức được tầm quan trọng cao cả trong nhiệm vụ của họ, đã giữ vững vị trí cho đến người cuối cùng và viên đạn cuối cùng cho Lãnh tụ và Tổ quốc cho đến phút cuối.
Lúc 19 giờ 45 phút, nhân viên trực vô tuyến của Tập đoàn quân VI gửi bản tin cuối cùng: Quân Nga đang tiến vào cửa boong-ke của chúng tôi. Chúng tôi đang phá hủy máy móc. Anh thêm chữ CL – ký hiệu vô tuyến có nghĩa "Đài này không còn truyền tín hiệu nữa."
Tại tổng hành dinh không xảy ra cuộc đọ súng nào. Paulus và quân nhân dưới quyền không chiến đấu đến người cuối cùng. Một toán quân Liên Xô do một sĩ quan cấp thấp dẫn đầu ghé mắt nhìn vào khu vực tối tăm của vị Tư lệnh dưới tầng hầm. Quân Nga yêu cầu đầu hàng và Tham mưu trưởng Tập đoàn quân VI, Tướng Schmidt chấp nhận. Paulus ngồi trên giường của ông với vẻ buồn nản. Schmidt nói với ông: Tôi xin hỏi Thống chế có lời nào cần nói thêm không?. Paulus không trả lời.
Về phía bắc, một nhóm nhỏ quân Đức – tàn quân của 2 sư đoàn thiết giáp và 3 sư đoàn bộ binh – vẫn còn trụ lại trong đống đổ nát của một xưởng chế tạo máy kéo. Vào đêm 1 tháng 2 năm 1943, họ nhận tin từ Hitler:
Dân tộc Đức mong các anh thi hành nghĩa vụ đúng như binh sĩ đang trụ vững ở pháo đài phía nam. Mỗi ngày và mỗi giờ các anh còn chiến đấu sẽ tạo điều kiện để thiết lập một mặt trận mới.
Ngay trước giữa trưa ngày 2 tháng 2, nhóm quân này cũng đầu hàng sau khi đã gửi bản tin cuối cùng đến Tư lệnh Tối cao:
Đã chiến đấu đến người cuối cùng với những lực lượng ưu thế vượt trội. Nước Đức muôn năm!
Cả bãi chiến trường phủ tuyết, đẫm máu trở nên yên ắng. Lúc 14 giờ 46 phút ngày 2 tháng 2, một máy bay trinh sát của Đức lượn trên thành phố và gọi điện về: Không thấy dấu hiệu giao chiến tại Stalingrad.
Vào lúc này, 91.000 chiến binh Đức – kể cả 24 tướng lĩnh – đói khát, cóng lạnh, nhiều người mang thương tích, tất cả đều mê mụ, đau khổ, níu lấy tấm chăn lấm máu phủ lên đầu chống lại giá lạnh ở -24 °C, đi khập khiễng trên lớp băng tuyết hướng đến các trại tù binh ở Siberia. Trừ 20.000 quân Rumani và 29.000 thương binh đã được đưa về bằng máy bay, đấy là tất cả những gì còn lại của một Tập đoàn quân có quân số 285.000 người chỉ hai tháng trước. Những người khác đã bị tàn sát. Trong số 91.000 người vào ngày mùa đông ấy đi đến chốn giam cầm, chỉ có 5.000 người được trở về Tổ quốc của họ.
Trong lúc ấy, tại tổng hành dinh được sưởi ấm ở Đông Phổ, nhà độc tài Quốc xã Hitler nhiếc móc các tướng lĩnh ở Stalingrad, trong khi chính ông vì ương ngạnh và ngu xuẩn phải nhận trách nhiệm về thảm họa này. Biên bản ghi buổi họp ngày 1 tháng 2 năm 1943 sau này được tìm lại và cho thấy rõ bản chất của Hitler trong giai đoạn thử thách của cuộc đời ông cũng như của Quân đội và đất nước ông:
Họ đã đầu hàng ở đấy – một cách chính thức và hoàn toàn. Đáng lẽ họ phải củng cố hàng ngũ, phân tán mỏng, và tự bắn vào mình với viên đạn cuối cùng... Con người ấy [Paulus] đáng lẽ phải tự kết liễu đời mình như những Tư lệnh thuở xưa gieo mình lên thanh gươm của họ khi thấy đã thất bại...
Lời nói của Hitler đối với Paulus càng độc địa hơn khi ông tiếp tục mắng nhiếc:
Các anh phải tưởng tượng: Ông ta được mang đến Moskva... Rồi ông ta sẽ ký vào bất kỳ văn kiện gì. Ông ta sẽ khai nhận, sẽ có lời tuyên bố – các anh sẽ thấy... Chỉ không đầy một tuần Seydlitz và Schmidt và ngay cả Paulus sẽ phát biểu trên sóng truyền thanh... Làm thế nào người ta có thể hèn nhát như thế? Tôi không hiểu được...
Cuộc sống là gì? Cuộc sống là Đất nước. Cá nhân dù sao cũng chết. Vượt lên cuộc sống của cá nhân là Đất nước. Nhưng làm thế nào người ta lại sợ hãi thời khắc ấy của cái chết, mà theo đấy ông ta có thể tự giải thoát khỏi cơn thống khổ này...
Có quá nhiều người phải chết, và rồi một người như thế làm nhơ nhuốc anh hùng tính của nhiều người khác vào phút cuối. Đáng lẽ ông ta có thể tự giải thoát khỏi mọi nỗi đau khổ và đi lên cõi vĩnh hằng và miền bất diệt của quốc gia, nhưng ông ta lại thích đi Moskva!...
Điều làm cho cá nhân tôi bị xúc phạm nhất là tôi vẫn thăng cấp cho ông ấy lên thống chế. Tôi muốn mang đến cho ông ấy sự mãn nguyện chung cuộc. Đây là thống chế cuối cùng mà tôi phong trong cuộc chiến này...
Hitler đã tiên đoán đúng sự kiện Paulus sẽ phát biểu trên sóng truyền thanh Liên Xô, nhưng sai về thời gian. Vào tháng 7 năm sau, Paulus và Seydlitz lên tiếng trên đài phát thanh Moskva kêu gọi Quân đội Đức loại trừ Hitler.
Ngày 3 tháng 2 năm 1943, Bộ Tổng tham mưu Đức ra một bản tin đặc biệt:
Trận đánh Stalingrad đã kết thúc. Theo đúng lời tuyên thệ của họ, Tập đoàn quân VI dưới quyền lãnh đạo gương mẫu của Thống chế Paulus đã bị chế ngự bởi quân địch mạnh áp đảo và bởi những hoàn cảnh không được thuận lợi mà quân ta gặp phải.
Đài truyền thanh Đức phát một loạt trống trận và đoạn thứ hai trong Bản Giao hưởng thứ Năm của Beethoven trước khi đọc bản tin. Hitler tuyên bố bốn ngày quốc tang. Tất cả nhà hát, rạp chiếu phim và nhà văn nghệ tạp lục đều đóng cửa trong thời gian này.

### Cuối đời
Hitler đã có đề nghị với Stalin trao đổi Paulus với Iacov Dzugashvili (con trai của Stalin) nhưng Stalin bác bỏ. Sau chiến tranh Paulus đã ra làm nhân chứng trong Tòa án Nürnberg xử các lãnh tụ Phát xít Đức.
Năm 1953, Paulus được thả. 2 năm sau đó, toàn bộ những tù binh Đức còn sống sót (chủ yếu là tù binh sau trận Stalingrad) cũng được phía Liên Xô cho hồi hương. Trong số 91.000 tù binh Đức, chỉ còn khoảng 6.000 người trở về nhà.
Paulus trở thành thanh tra cảnh sát tại Dresden, Cộng hòa Dân chủ Đức vào lúc cuối đời. Ông mất ngày 1 tháng 2 năm 1957 vì một căn bệnh thần kinh.

## Chú giải
1. ↑  Nhớ lại và suy nghĩ - G.Zhukov
2. ↑  Thật ra, sau Paulus có thêm 7 người được phong thống chế, người cuối cùng là Robert von Greim được phong 4 ngày trước khi Hitler tự sát.